# Anne Nurmi
Anne Marjanna Nurmi (Tampere, 22 agosto 1968) è una cantante e tastierista finlandese.
Dal 1990 è membro del duo gothic metal tedesco Lacrimosa insieme a Tilo Wolff. Negli anni '80 aveva già fatto parte di un altro gruppo chiamato Two Witches. Anne Nurmi risiede in Svizzera ed è un contralto.